# Vörösszemű bölcsőszájúhal
A vörösszemű bölcsőszájúhal (Australoheros facetus) a sugarasúszójú halak (Actinopterygii) osztályának sügéralakúak (Perciformes) rendjébe, ezen belül a bölcsőszájúhal-félék (Cichlidae) családjába tartozó faj.
Az Australoheros csontoshal-nem típusfaja.

## Előfordulása
A vörösszemű bölcsőszájúhal eredeti elterjedési területe a dél-amerikai folyók és nyugodt tavak voltak. 1894 óta mint akváriumi díszhalat szállítják Európába. Újabban Dél-Portugália egyes vizeibe eredménnyel betelepítették ezt a halfajt.

## Megjelenése
A hal testhossza 10-15 centiméter, legfeljebb 30 centiméter. 26-28 pikkelye van egy hosszanti sorban. Háta magas, teste oldalról lapított, viszonylag kis fejjel és meredek tarkóprofillal. Ívás idején a hím aranysárga alapon mélyfekete keresztsávokkal pompázik, írisze vérpiros.

## Életmódja
A vörösszemű bölcsőszájúhal a dús növényzetű parti részeket kedveli. Nagyon jól bírja az alacsony hőmérsékletet. Tápláléka gerinctelen állatok, főként rovarlárvák és apró puhatestűek.

## Szaporodása
Június-augusztusban ívik. Mindkét szülő közösen készíti a gödröt; az ikra rakás után mindketten őrzik és gondozzák egy ideig az ikrákat és az ivadékot.

## Felhasználása
Habár emberi fogyasztásra alkalmas, ezt a bölcsőszájúhalat főleg az akváriumok számára fogják ki.

### Internetes leírások a vörösszemű bölcsőszájúhalról
- Chameleon Cichlid Australoheros facetus (Jenyns, 1842). BioLib.cz. (Hozzáférés: 2011. július 18.)
- A taxon adatlapja az ITIS adatbázisában. Integrated Taxonomic Information System. (Hozzáférés: 2011. július 18.)
- Australoheros facetus (Jenyns, 1842) (cseh nyelven). AQUATAB. (Hozzáférés: 2010. október 12.)
- Australoheros facetus (Jenyns, 1842) (angol nyelven). Encyclopedia of Life. (Hozzáférés: 2011. július 18.)
- Australoheros facetus (angol nyelven). NCBI. (Hozzáférés: 2011. július 18.)
- Australoheros facetus (Jenyns, 1842) (angol nyelven). uBio. (Hozzáférés: 2011. július 18.)
- Australoheros facetus (angol nyelven). UNEP-WCMC fajok adatbázisa. (Hozzáférés: 2011. július 18.)[halott link]
- Australoheros facetus (Vieja) (angol nyelven). ZipCodeZoo. (Hozzáférés: 2011. július 18.)[halott link]
- Australoheros facetus (Jenyns, 1842) (katalán nyelven). Ciclidos Online. (Hozzáférés: 2011. július 18.)